# 布拉德·利特爾
布拉德利·傑·利特爾（英語：Bradley Jay Little，1954年2月15日—）是一位美國政治人物，現任爱达荷州州长（第33任）共和黨黨員，曾在2009年至2019年擔任愛達荷州副州長2001年至2009年擔任愛達荷州參議院議員
畢業於愛達荷大學，1976年獲得理學學士學位。自1980年代以來，他一直從事公共服務工作，2001年利特爾被州長德克·肯普索恩任命為爱达荷州参议院议員，在擔任參議院席位期間，利特爾擔任多數黨核心小組主席，並代表第8選區及（2002年重新劃分選區後）第11選區。在前副州長巴奇·奧特辭職成為美国参议院議員後，州長吉姆·里施任命利特爾擔任副州長。
在奧特拒絕競選第四個任期後，利特爾在2018年爱达荷州州长选举競選州長，並擊敗了民主黨候選人保萊特·喬丹。 2022年愛達荷州州長選舉，利特爾以60.5%的得票率再次當選，擊敗了民主黨候選人史蒂芬·海特和無黨籍候選人阿蒙·邦迪。

## 早年生活和教育
在愛達荷州埃米特出生長大，1972年畢業於埃米特高中。利特爾讀於莫斯科愛達荷州大學是Phi Delta Theta兄弟會愛達荷州阿爾法分會成員，並在1976年獲得農業綜合企業理學學士學位。

## 職業生涯

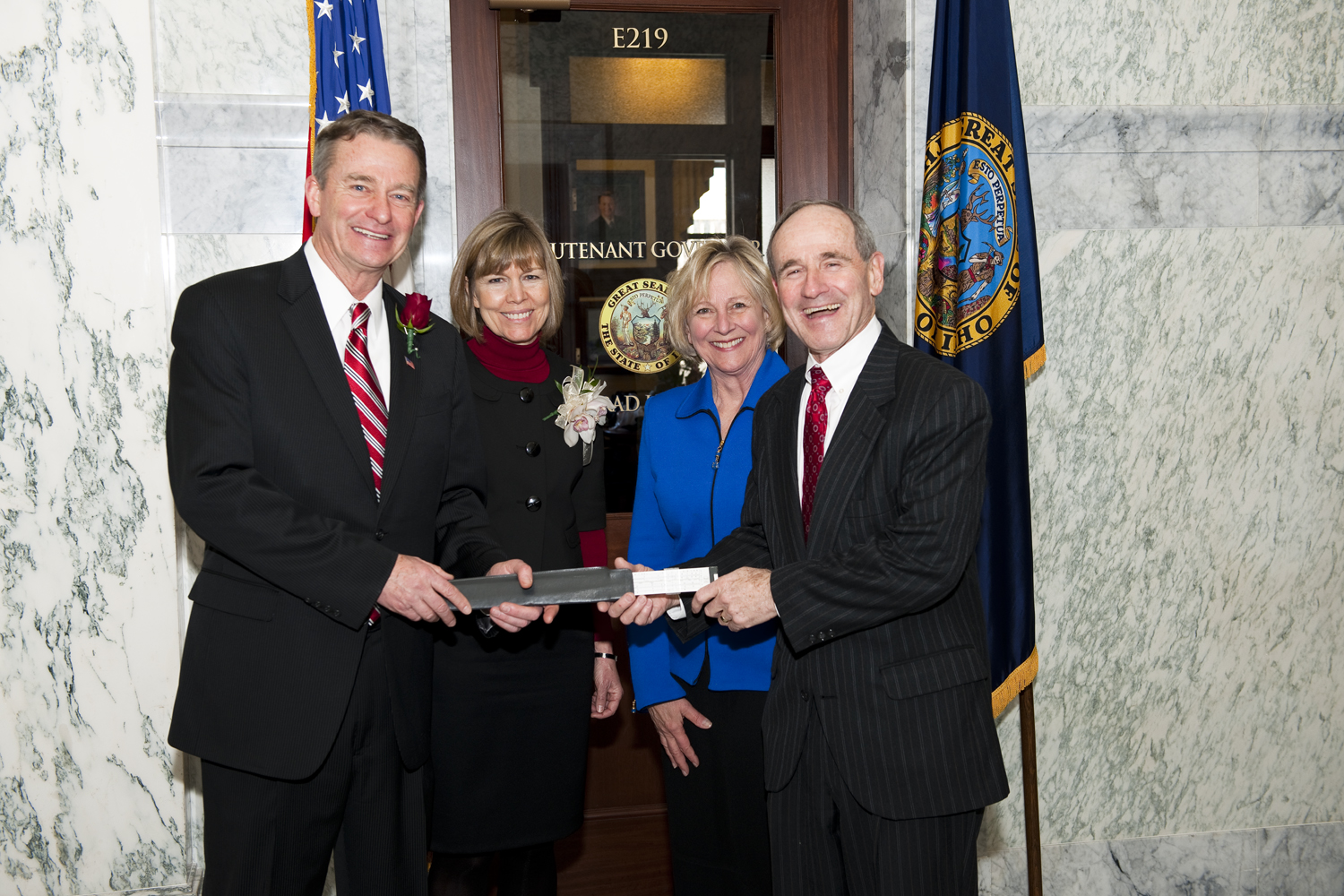
利特爾2011年就職典禮上與美國參議員吉姆·里施及其妻子

### 州參議員（2001–2009年）
2001 年5 月，州長德克·肯普索恩(Dirk Kempthorne) 任命利特爾填補州參議院空缺。他代表了當時的第8選區，該區覆蓋了埃米特周圍和北部的傑姆縣的一部分、博伊西縣、瓦利縣、和亞當斯縣的所有縣以及愛達荷縣南部。

### 愛達荷州副州長（2009年–2019年）
2009年1月，州長巴奇·奧特任命利特爾為副州長，以填補前副州長吉姆·里施2008年當選美國參議院留下的空缺。利特爾於2009年1月6日由奧特宣誓就職，並獲得一致確認。1 月 12 日 愛達荷州參議院召開會議時獲得同意。

### 愛達荷州州長（2019年至今）

#### 2018年選舉

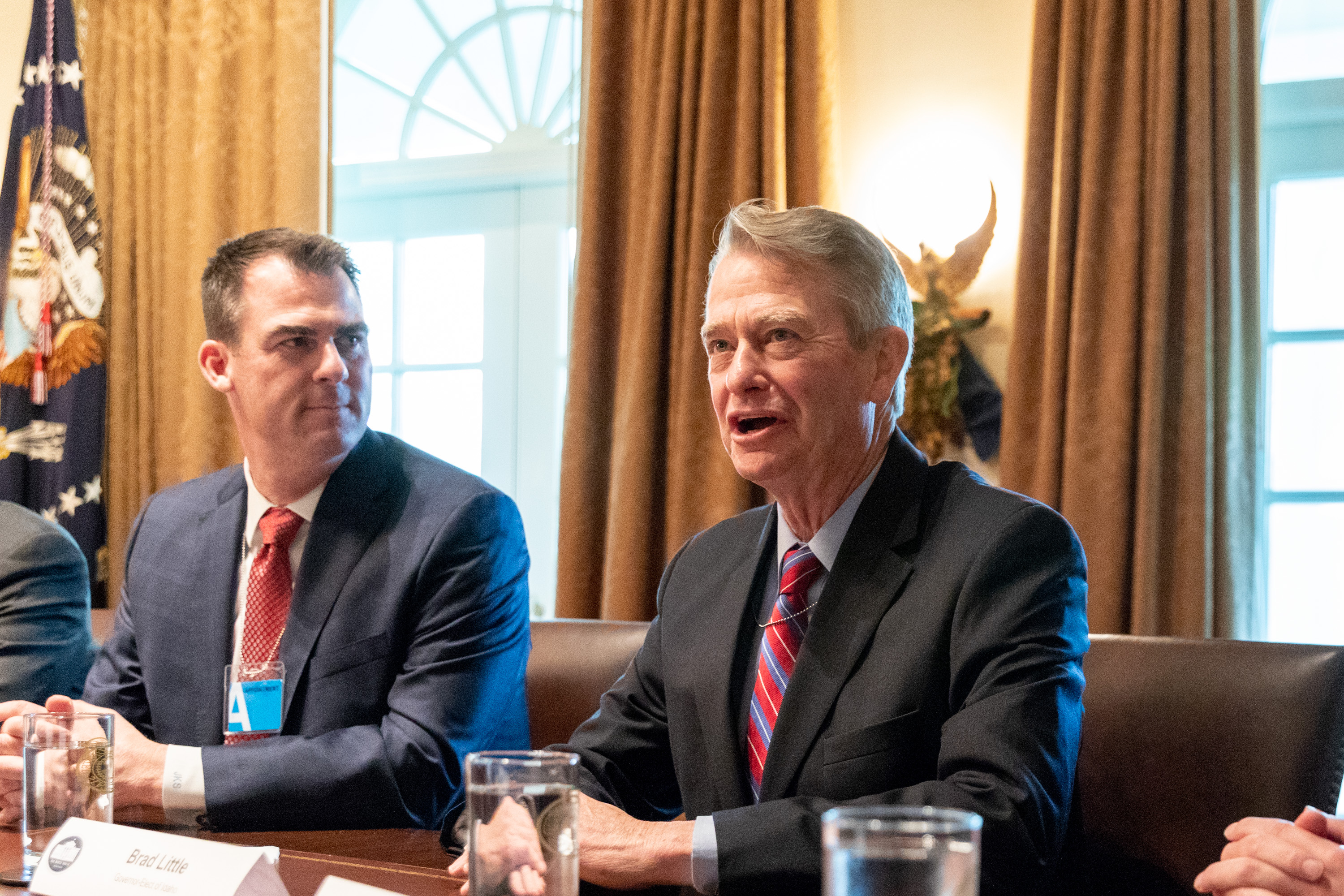
利特爾在白宮與特朗普總統和副總統彭斯以及其他當選州長會面時發表講話。

2016年6月，利特爾宣布競選2018年愛達荷州州長選舉。 他表示，如果他成為州長，愛達荷國家實驗室將是優先考慮的項目。
利特爾得到了現任州長奧特、前州長德克·肯普索恩和菲爾·巴特以及美國參議員吉姆·裡施的支持。
在競選期間，利特爾呼籲分階段減少 $3.5 億美元的州所得稅並取消愛達荷州雜貨稅。
利特爾贏得了愛達荷州共和黨初選，以 37.3% 的選票擊敗美國眾議員勞爾·拉布拉多 (Raúl Labrador) 和商人湯米·阿爾奎斯特 (Tommy Ahlquist)。 在11月的大選中，他以超過13萬票的優勢擊敗了愛達荷州民主黨候選人州眾議員保萊特·喬丹(Paulette Jordan)。

## 政治立場

### 流產
2021年4月下旬，利特爾簽署了眾議院第366號法案，實際上禁止懷孕約六週後墮胎，但強姦、亂倫和醫療緊急情況的受害者除外。他還表示，“我們絕不應該放鬆保護胎兒生命的努力”，“愛達荷州每年有成百上千的嬰兒因墮胎而喪生，這絕對是一場悲劇。”
2022年3月，利特爾簽署模仿《德克萨斯心跳法案》參議院第1309號法案，該法案禁止在懷孕約六週後墮胎。該法案對強姦、亂倫和醫療緊急情況的受害者做出了例外處理。愛達荷州最高法院後來暫時阻止了該法律。
2023年4月，利特爾簽署州議會第242號法案，該法案禁止在未經父母明確同意的情況下跨州「招募、窩藏或運送」未成年人進行墮胎。還規定為未成年人取得墮胎藥是非法的。「販賣墮胎」罪名成立，最低可判處兩年、最高五年的徒刑。這是第一個反墮胎法案，旨在起訴前往墮胎合法的州進行墮胎手術的人。

### 槍枝管制
利特爾反對槍枝管制。2021年5月，他簽署了一項法案，該法案將阻止喬·拜登總統發布近六項反對槍支管制的行政命令。利特爾因其在第二修正案權利方面的記錄而獲得全國步槍協會政治勝利基金的A+評級，並在2022年大選中獲得支持。

### LGBT權利
2020年3月，利特爾簽署眾議院第500號法案和第509號眾議院法案，禁止自認為女性的跨性別者參加與出生時性別不符的運動隊，並禁止跨性別者改變自己的性別標記。他們的出生證明。
2023年4月，利特爾簽署了眾議院第71號法案，成為法律，從2024年開始禁止任何18歲以下的人接受青春期阻滯劑、激素治療或性別確認手術。違反該法律的醫生將面臨最高10年的監禁。對於目前正在服用青春期阻斷劑或接受荷爾蒙治療的未成年人，它沒有提供任何豁免。

### 大麻
在2019年1月的一次採訪中，利特爾表示反對娛樂性大麻合法化。他對患者醫用大麻合法化表示懷疑。
2019年4月，當被問及大麻合法化時，利特爾表示：“如果愛達荷州人想要合法大麻，他們就選錯了州長。”提倡大麻合法化的組織NORML對利特爾改革大麻法律的政策給予F評級。
2021年2月，利特爾簽署了參議院第1017號法案，該法案將大麻二酚（CBD）產品中的法定四氢大麻酚（THC）限制從0%提高到0.1%。該法於2021年7月1日生效。
2021年4月，利特爾簽署一項法案，將使愛達荷州大麻的種植和運輸合法化，其中THC含量高達0.3%，使愛達荷州成為最後一個這樣做的州，但該法案將禁止銷售含有任何THC的大麻產品。

### 死刑
2023年3月，死刑支持者利特爾簽署眾議院第186號法案，該法案增加了行刑队枪决作為在無法注射死刑時的替代處決形式。愛達荷州是第五個通過此類法案的州。

## 個人生活
1978年5月，利特爾在愛達荷州韋瑟與特蕾莎·苏伦結婚共有兩個兒子和五個孫子。

## 外部連結
- Official government site （页面存档备份，存于）
- Official campaign Site （页面存档备份，存于）
- C-SPAN內的頁面（英文）